# Biografteatern (Sveagatan, Göteborg)
Biografteatern var en biograf på Sveagatan 25, vid Sveplan i Göteborg som öppnade 26 november 1904 och stängde 16 augusti 1908. Biografägare var John Jansson.

## Tidningsklipp

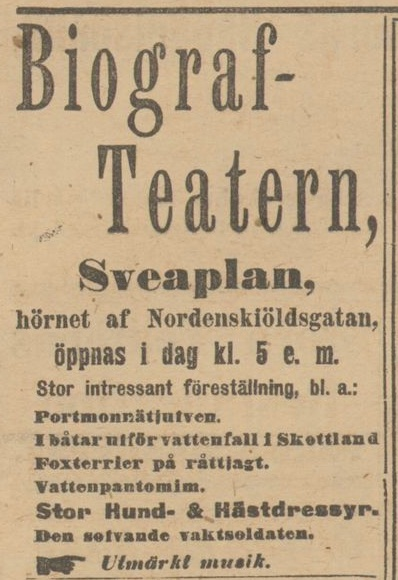
1904-11-26